# Martin Kotačka
Martin Kotačka (* 15. června 1987 Olomouc) je český historik a genealog, ředitel Archivu Vysokého učení technického v Brně, spoluautor rejstříku k moravské lánové vizitaci a popularizátor genetické genealogie v Česku.

## Vzdělání
Po maturitě na gymnáziu v Rýmařově odešel v roce 2006 na Masarykovu univerzitu do Brna, kde na filozofické fakultě studoval nejprve pomocné vědy historické (mezi něž se řadí i genealogie) a později také archivnictví a etnologii. Následně nastoupil do doktorského studia pomocných věd historických, v němž se věnoval pronikání německého novogotického písma do Brna.

## Odborná činnost

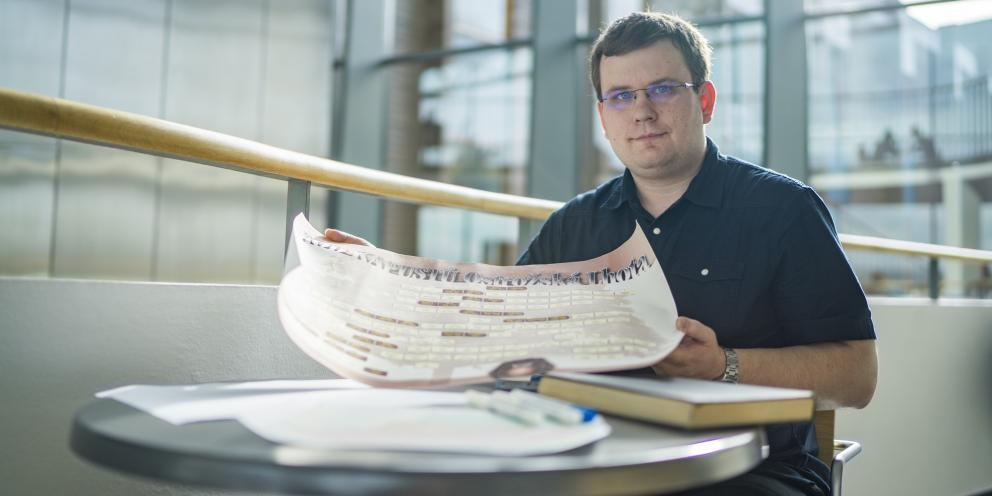
Genealog Martin Kotačka

O život svých předků se Kotačka zajímal již od dětství, v patnácti letech poprvé bádal v archivu a koníčku se pak věnoval i během studia na gymnáziu. Genealogii se od roku 2017 věnuje i jako živnostník. Od října 2018 je ředitelem Archivu Vysokého učení technického v Brně.
Spolu s genealogy Josefem Peterkou a Ivem Sperátem pracoval Kotačka šest let na vytvoření dvojsvazkové publikace Generální rejstřík k lánové vizitaci doplněný o soupis obyvatel královských měst, vydané v roce 2015. Jde o abecedně řazený přepsaný seznam 189 102 držitelů usedlostí na Moravě v 17. století sestavený podle první a druhé lánové vizitace, který slouží profesionálním i amatérským genealogům jako pomůcka při hledání původu rodů.
Oblastí Kotačkova zájmu je i genetická genealogie – obor propojující genealogii s genetikou, který se začal rozvíjet na počátku 21. století. Kotačka o tomto spojení historie a přírodních věd přednáší, přispívá do internetových diskuzí a jako spolupracovník se podílí na vědeckém projektu Genetika a příjmení, jehož cílem je mapovat genetickou skladbu české populace a hledat souvislosti mezi českými příjmení a genetickým profilem jejich nositelů (haplotypem chromozomu Y). Zvláštní pozornost v rámci tohoto výzkumu věnuje Kotačka ve spolupráci s kolegou Markem Blahušem oblasti tzv. Luckého pole (část dnešního Slovácka) a jedním z výstupů projektu je i popření domněnky o rumunském původu dnešních obyvatel Valašska.
Kotačka se rovněž jako historik v Oddělení vegetační ekologie Botanického ústavu Akademie věd České republiky podílel na realizaci projektu Dlouhodobá dynamika lesů ve střední Evropě: od odhadů k realistickému modelu.

## Osobní život
Mezi jeho zájmy patří také skauting, v roce 2003 byl reprezentantem české výpravy na 20. světovém skautské jamboree v Thajsku.[zdroj⁠?!] Přispívá do internetové encyklopedie Wikipedie. Je ženatý, v roce 2017 žil v brněnských Kohoutovicích.